# Газопереробний завод Самандепе
Газопереробний завод Самандепе – підприємство газової промисловості на сході Турменістану, неподалік від кордону з Узбекистаном.
У 2007 році Туркменістан уклав угоду з Китаєм про масштабні поставки блакитного палива, при цьому біля половини ресурсу для перших двох ниток газопровідної системи Центральна Азія – Китай мало надходити розробки родовищ правобережжя Амудар’ї, де китайській компанії China National Petroleum Corporation (CNPC) виділили концесійну територію «Багтиярлик». В межах освоєння останньої у 2010-му став до ладу газопереробний завод Самандепе, також відомий як ГПЗ-1. Він призначений для роботи з продукцією родовищ блоку А (західна частина «Багтиярлик»).
ГПЗ-1 розрахований на прийом 5 млрд м3 газу на рік, з якого повинні отримувати 175 тисяч тон конденсату та товарний газ. Останній спрямовується по газопроводу довжиною 68 км та діаметром 900 мм до району ГПЗ-2, біля якого й бере початок система Центральна Азія – Китай.
Родовища правобережжя Амудар’ї вирізняються високим вмістом сірководню (наприклад, у газі Самандепе його частка становить 6,5%). Як наслідок, на ГПЗ-1 в процесі очистки можуть отримувати до 210 тисяч тон сірки на рік. Великим споживачем цього продукту є Туркменабатський хімічний завод, поставки на який здійснюються автотранспортом.